# Аксентьево (Псковская область)
Аксентьево — деревня в Псковском районе Псковской области. Входит в состав Серёдкинской волости. 
Расположена на берегу реки Чёрная, в 64 км к северу от Пскова и в 17 км к северо-западу от села Серёдка. При Серёдкинском районе был Аксентьевский сельсовет. В 1927 году Аксентьевский сельсовет был упразднён.
Численность населения деревни по состоянию на 2000 год составляла 6 человек.

## Топографические карты
- Лист карты O-35-XVII Новоселье. Масштаб: 1 : 200 000. Издание 1980 г.